# Parijs-Tours 1988
Parijs-Tours 1988 ofwel, de 82ste editie  werd verreden op zondag 9 oktober 1988. De wedstrijd had een lengte van 258 kilometer, startte in Chaville en eindigde in Tours. Voor het eerst sinds 1973 lag de streep weer in Tours. In de tussenperiode lag de streep in de buurt van Parijs.
De Nederlander Peter Pieters won de massasprint.

## Uitslag
| Plaats  | Naam                    | Ploeg                            | Tijd     |
| ------- | ----------------------- | -------------------------------- | -------- |
| Winnaar | Peter Pieters           | TVM–Van Schilt                   | 8u28'44" |
| 2       | Jan Goessens            | Lotto–Vlaanderen–Jong–Mbk–Merckx | z.t.     |
| 3       | Sean Kelly              | Kas–Canal 10                     | z.t.     |
| 4       | Marnix Lameire          | AD Renting–Anti-M–Bottecchia     | z.t.     |
| 5       | Gino De Backer          | AD Renting–Anti-M–Bottecchia     | z.t.     |
| 6       | Eric Vanderaerden       | Panasonic–Isostar–Colnago–Agu    | z.t.     |
| 7       | Wilfried Peeters        | Sigma–Fina                       | z.t.     |
| 8       | Corneille Daems         | SEFB                             | z.t.     |
| 9       | Jean-Pierre Heynderickx | Sigma–Fina                       | z.t.     |
| 10      | Hendrik Redant          | Robland-Isoglass                 | z.t.     |

1896 · 
1897 · 
1898 · 
1899 · 
1900 · 
1901 · 
1902 · 
1903 · 
1904 · 
1905 · 
1906 · 
1907 · 
1908 · 
1909 · 
1910 · 
1911 · 
1912 · 
1913 · 
1914 · 
1915 · 
1916 · 
1917 · 
1918 · 
1919 · 
1920 · 
1921 · 
1922 · 
1923 · 
1924 · 
1925 · 
1926 · 
1927 · 
1928 · 
1929 · 
1930 · 
1931 · 
1932 · 
1933 · 
1934 · 
1935 · 
1936 · 
1937 · 
1938 · 
1939 · 
1940 · 
1941 · 
1942 · 
1943 · 
1944 · 
1945 · 
1946 · 
1947 · 
1948 · 
1949 · 
1950 · 
1951 · 
1952 · 
1953 · 
1954 · 
1955 · 
1956 · 
1957 · 
1958 · 
1959 · 
1960 · 
1961 · 
1962 · 
1963 · 
1964 · 
1965 · 
1966 · 
1967 · 
1968 · 
1969 · 
1970 · 
1971 · 
1972 · 
1973 · 
1974 · 
1975 · 
1976 · 
1977 · 
1978 · 
1979 · 
1980 · 
1981 · 
1982 · 
1983 · 
1984 · 
1985 · 
1986 · 
1987 · 
1988 · 
1989 · 
1990 · 
1991 · 
1992 · 
1993 · 
1994 · 
1995 · 
1996 · 
1997 · 
1998 · 
1999 · 
2000 · 
2001 · 
2002 · 
2003 · 
2004 · 
2005 · 
2006 · 
2007 · 
2008 · 
2009 · 
2010 · 
2011 · 
2012 · 
2013 · 
2014 · 
2015 · 
2016 · 
2017 · 
2018 · 
2019 ·
2020 ·
2021 ·
2022 ·
2023 ·
2024 ·
2025